# Ампайпитаквонг, Энтони
Энтони Ампайпитаквонг (англ. Anthony Ampaipitakwong; 14 июня 1988, Карролтон, Техас) — американский и таиландский футболист, полузащитник. Выступал за сборную Таиланда.

## Биография
Родился 14 июня 1988 года в городе Карролтон, штат Техас. Его мать была американкой, а отец выходцем из Таиланда.
С 2003 по 2005 год Энтони был частью «IMG Academy» и выступал за юношескую сборную США. Профессиональную карьеру начал в 2006 году в клубе четвёртого по значимости американского дивизиона «Брейдентон Академикс», входящего в структуру «IMG Academy». С 2007 года параллельно выступал за студенческую команду «Акрон Зипс», представляющую Университет Акрона. В её составе стал победителем футбольной лиги NCAA в 2010 году. В 2011 году был выбран во втором раунде Супердрафта MLS клубом «Сан-Хосе Эртквейкс». В сезоне 2011 он сыграл за команду 12 матчей и отметился двумя голевыми передачами. В сезоне 2012 на поле не выходил.
В 2013 году Ампайпитаквонг стал игроком тайского клуба «Бурирам Юнайтед», за который сыграл 6 матчей в чемпионате Таиланда. В марте того же года игрок был вызван в сборную Таиланда, за которую сыграл в товарищеском матче против сборной Катара (17 марта) и матче отборочного турнира Кубка Азии 2015 против сборной Ливана (22 марта). В дальнейшем в сборную не вызывался. Летом 2013 года перешёл в «Бангкок Юнайтед», где провёл следующие 7 с половиной сезонов.

## Достижения
«Акрон Зипс»
- Победитель Первого дивизиона NCAA[англ.]: 2010

«Бурирам Юнайтед»
- Королевский кубок Кора: 2013